# Keith Whitley
Jackie Keith Whitley, noto professionalmente come Keith Whitley (Ashland, 1º luglio 1954 – Nashville, 9 maggio 1989), è stato un cantante country statunitense.
La sua breve carriera musicale, cominciata nel 1984 e conclusa con la sua morte nel 1989, ha influenzato un'intera generazione di cantanti e cantautori. Diciannove suoi singoli hanno fatto parte della classifica country della Billboard, incluse cinque numero uno consecutive: "Don't Close Your Eyes", "When You Say Nothing at All", "I'm No Stranger to the Rain", "I Wonder Do You Think of Me" e "It Ain't Nothin'" (le ultime due postume).

## Biografia

### Giovinezza
Whitley nacque da Faye (editrice della The Elliott County News) e Elmer Whitley (un elettricista) a Ashland, Kentucky, ma venne cresciuto a Sandy Hook, frequentando la Sandy Hook High School. Aveva due fratelli, Randy e Dwight, e una sorella, Mary.
Keith ed i suoi amici passavano il tempo bevendo bourbon e gareggiando con le loro auto lungo delle pericolose strade di montagna. Una volta, Whitley era in una macchina, quando il guidatore entrò in una curva a circa 190 km/h. L'auto capottò, uccidendo il suo amico, e lui quasi si ruppe il collo. In un altro incidente, la sua macchina cadde giù per un dirupo di circa 120 piedi, finendo in un fiume congelato; per quest'episodio, Keith dovette indossare un collare ortopedico.

### Carriera musicale
Nel 1969 si esibì in una gara musicale a Ezell (Kentucky), con il fratello Dwight che suonava un banjo a cinque corde; al concorso partecipò anche Ricky Skaggs. Skaggs e Keith si piacquero subito e in breve tempo divennero amici.
A 15 anni Whitley, insieme a Ricky Skaggs, di un anno più vecchio di lui, venne scoperto da Ralph Stanley, mentre i due ragazzi stavano cantando le canzoni di Ralph & Carter Stanley (gli Stanley Brothers), aprendo un concerto dei Clinch Mountain Boys. I due presto si unirono alla band di Ralph. Whitley suonò anche con J. D. Crowe nella metà degli anni settanta. Durante questo periodo, si affermò come uno dei cantanti più versatili e talentuosi nel panorama bluegrass del momento. Il suo modo di cantare è stato fortemente influenzato da Carter Stanley e Lefty Frizzell. Si trasferì a Nashville nei primi anni 1980 per intraprendere la carriera musicale country e presto firmò un contratto discografico con la RCA Records. Il primo album solista di Whitley fu pubblicato nel 1984 e fu caratterizzato da uno stile country più tradizionale; i critici consideravano l'album troppo irregolare. Whitley affinò il suo sound negli anni successivi anni per il suo album futuro, L.A. to Miami.
Questo disco, pubblicato nel 1986, gli avrebbe dato il suo primo singolo nella top 20, Miami, My Amy. La canzone venne seguita da tre che ebbero ancora più successo: Ten Feet Away, Homecoming '63 e Hard Livin. L'album includeva anche On The Other Hand e Nobody in His Right Mind Would've Left Her. Durante il suo tour per promuovere l'album, incontrò Lorrie Morgan, anch'essa una cantante country, e tra i due cominciò una relazione amorosa. I due si sposarono nel novembre del 1986 ed ebbero un figlio, Jesse Keith Whitley, nel giugno 1987. Keith ha inoltre adottato la figlia di Lorrie, Morgan, avuta dal primo matrimonio di lei.
Durante le nuove sessioni di registrazione nel 1987, Whitley cominciò ad avere la sensazione che le canzoni che stava incidendo non fossero nel suo standard, così chiese alla RCA se il progetto di quindici canzoni poteva essere archiviato. Il nuovo album, intitolato Don't Close Your Eyes, venne comunque pubblicato nel 1988, con ottime vendite. L'album contiene una delle tante canzoni che Whitley scrisse nei suoi ultimi anni a Tree Publishing, It's All Coming Back To Me Now. Inoltre l'album comprendeva un remake del classico di Lefty Frizzell, Mai I Go Around Mirrors, e la canzone divenne un grande successo nei concerti di Whitley. I primi tre singoli dell'album, When You Say Nothing at All (ricantata poi nello stesso anno da Herbert Pagani e ripresa nel 1999 da Ronan Keating per essere usata anche su Canale 5 per il ciclo Tante Storie), I'm No Stranger to the Rain e la title track, raggiunsero tutti la prima posizione nelle classifiche Billboard tra l'autunno del 1988 e l'inverno del 1989. Poco dopo, I'm No Stranger To The Rain fece conquistare a Whitley il suo primo ed unico premio della Country Music Association come artista solista.

### L'alcolismo e la morte
Whitley era da tempo un alcolizzato, avendo iniziato a bere all'inizio della sua carriera ai concerti, molto prima che gli fosse legalmente permesso di fare uso di alcolici. Molte volte aveva cercato di risolvere il suo problema, senza successo. Whitley preferiva bere da solo, rendendo difficile per chiunque rilevare che aveva un problema. Lorrie Morgan cercava di nascondergli l'alcool, in modo che Whitley non potesse svegliarsi nel cuore della notte per prendere un drink senza che lei lo sapesse. Whitley aveva perso sia suo padre, sia suo fratello Randy (ottobre 1983, in un incidente in moto), nei cinque anni precedenti la morte.
La mattina del 9 maggio 1989, dopo un fine settimana passato a bere ed a fare festa con gli amici, Whitley si svegliò e parlò brevemente al telefono con sua madre, Faye; poi ricevette la visita del suo fratellastro, Lane Palmer; i due programmarono di bere un caffè e di andare a giocare a golf, dopo di che Keith aveva intenzione di iniziare a scrivere canzoni per lui e per Lorrie, per quando lei fosse tornata dal suo tour. Il suo fratellastro partì alle 08:30 circa, dicendo a Whitley di farsi trovare pronto entro un'ora. Al ritorno, Palmer lo trovò a faccia in giù sul letto, completamente vestito.
La causa della morte è stata un'overdose da alcool, ed il Davidson County Medical Examiner Charles Harlan dichiarò che il suo livello di alcool nel sangue era 0,477, quasi cinque volte il livello di 0,1, che allora era il limite legale in Tennessee. Whitley aveva 34 anni.
Il giorno dopo la sua morte, Music Row fu rivestita con nastri neri in memoria di Whitley. Venne sepolto nel cimitero di Spring Hill a Nashville, Tennessee.

## Discografia

### Album in studio
| 1984                                    | A Hard Act to Follow - Data di pubblicazione: settembre 1984 - Etichetta: RCA Nashville     | —  | —   | —  |                      |
| 1985                                    | L.A. to Miami - Data di pubblicazione: agosto 1985 - Etichetta: RCA Nashville               | 26 | —   | —  |                      |
| 1988                                    | Don't Close Your Eyes - Data di pubblicazione: 31 maggio 1988 - Etichetta: RCA Nashville    | 8  | 121 | 10 | - Premi: Disco d'oro |
| 1989                                    | I Wonder Do You Think of Me - Data di pubblicazione: giugno 1989 - Etichetta: RCA Nashville | 2  | 115 | —  | - Premi: Disco d'oro |
| 1991                                    | Kentucky Bluebird - Data di pubblicazione: 1991 - Etichetta: RCA Nashville                  | 45 | —   | 17 |                      |
| 1995                                    | Wherever You Are Tonight - Data di pubblicazione: 24 ottobre 1995 - Etichetta: BNA Records  | —  | —   | —  |                      |
| "—" l'album non raggiunse la classifica |                                                                                             |    |     |    |                      |

### Raccolte
| Anno | Titolo                                                               | Posizione in classifica | Posizione in classifica | RIAA    |
| Anno | Titolo                                                               | US Country              | US                      | RIAA    |
| ---- | -------------------------------------------------------------------- | ----------------------- | ----------------------- | ------- |
| 1990 | Greatest Hits                                                        | 5                       | 67                      | Platino |
| 1993 | The Very Best of Keith Whitley                                       | —                       | —                       | —       |
| 1995 | Super Hits                                                           | 51                      | —                       | Oro     |
| 1996 | The Essential Keith Whitley                                          | —                       | —                       | —       |
| 1998 | Keith Whitley Remembered…The Encore Collection                       | —                       | —                       | —       |
| 2000 | Sad Songs and Waltzes (supplemented re-release of Somewhere Between) | —                       | —                       | —       |
| 2002 | RCA Country Legends                                                  | —                       | —                       | —       |
| 2003 | Platinum and Gold Collection                                         | —                       | —                       | —       |
| 2006 | 16 Biggest Hits                                                      | —                       | —                       | —       |
| 2007 | Keith Whitley: Collections                                           | —                       | —                       | —       |

### Singoli
| 1984                                                                   | Turn Me to Love                                | 59 | 57 | Hard Act to Follow          |
| 1984                                                                   | A Hard Act to Follow                           | 76 | —  | Hard Act to Follow          |
| 1985                                                                   | I've Got the Heart for You                     | 57 | —  | L.A. to Miami               |
| 1985                                                                   | Miami, My Amy                                  | 14 | 38 | L.A. to Miami               |
| 1986                                                                   | Ten Feet Away                                  | 9  | 16 | L.A. to Miami               |
| 1986                                                                   | Homecoming '63                                 | 9  | 25 | L.A. to Miami               |
| 1987                                                                   | Hard Livin'                                    | 10 | —  | L.A. to Miami               |
| 1987                                                                   | Would These Arms Be in Your Way                | 36 | —  | Don't Close Your Eyes       |
| 1987                                                                   | Some Old Side Road                             | 16 | 32 | Don't Close Your Eyes       |
| 1988                                                                   | Don't Close Your Eyes                          | 1  | 2  | Don't Close Your Eyes       |
| 1988                                                                   | When You Say Nothing at All                    | 1  | *  | Don't Close Your Eyes       |
| 1989                                                                   | I'm No Stranger to the Rain                    | 1  | 1  | Don't Close Your Eyes       |
| 1989                                                                   | I Wonder Do You Think of Me                    | 1  | 1  | I Wonder Do You Think of Me |
| 1989                                                                   | It Ain't Nothin'                               | 1  | 1  | I Wonder Do You Think of Me |
| 1990                                                                   | I'm Over You                                   | 3  | 3  | I Wonder Do You Think of Me |
| 1990                                                                   | 'Til a Tear Becomes a Rose (con Lorrie Morgan) | 13 | 13 | Greatest Hits               |
| 1991                                                                   | Brotherly Love (con Earl Thomas Conley)        | 2  | 6  | Kentucky Bluebird           |
| 1991                                                                   | Somebody's Doin' Me Right                      | 15 | 12 | Kentucky Bluebird           |
| 1995                                                                   | Wherever You Are Tonight                       | 75 | —  | Wherever You Are Tonight    |
| 2000                                                                   | Sad Songs and Waltzes                          | —  | —  | Sad Songs and Waltzes       |
| "—" il singolo non entrò in classifica * massima posizione sconosciuta |                                                |    |    |                             |